# Antonio Salas Avilés
Antonio Salas Avilés fue un pintor ecuatoriano. Es considerado el mayor retratista de finales de la época virreinal e inicios de la republicana en Ecuador. Destacó por hacer varios cuadros de los líderes independentistas, incluyendo a Simón Bolívar. También se dedicó a la pintura religiosa y costumbrista.

## Biografía
Antonio Salas nació en la ciudad de Quito, en el actual Ecuador, en el año de 1784, aunque la fecha exacta de su nacimiento no se conoce. Sus padres fueron Juan Salas, un sastre, y Josefa Avilés.
Desde una temprana edad, se unió al taller de pintura del maestro Bernardo Rodríguez como aprendiz, y luego pasó al taller de Manuel Samaniego, del cual se retiró cuando este fue encarcelado por acusaciones de infidelidad conyugal. De estos dos maestros de la escuela quiteña, Salas aprendió la pintura religiosa.
En 1804, realizó 14 pinturas para la iglesia del Quinche, incluyendo el Recamarín y la Colgadura de la Virgen. En 1823, llevó a cabo la restauración de 39 obras para la capilla de Nuestra Señora del Rosario (iglesia de Santo Domingo) por la cual recibió un pago de 148 pesos.
Se casó muy joven con Tomasa Paredes, con quien tuvo tres hijos. Tras la muerte de su primera esposa, contrajo matrimonio nuevamente, esta vez con María Mercedes Estrada Sotomayor y Blesca, con quien tuvo dieciséis hijos. Alrededor de 1822, tuvo un hijo con Josefa Cansino, una empleada doméstica, a quien le proporcionaba dos reales diarios para su manutención.
Antonio Salas fue el fundador de la dinastía de los Salas, una familia de pintores y artistas de renombre. Varios de sus hijos, nietos, bisnietos e incluso cuartos nietos también se dedicaron a la pintura, entre ellos Ramón, Camilo y Alejandro Salas Paredes, Rafael, Brígida, Diego y Josefa Salas Estrada, Manuel Salas Cansino, Carlos y Rafael Salas Salguero, Marcos Salas Yépes, entre otros.
El 19 de marzo de 1824, estando bajo los efectos del alcohol, apuñaló a Nicolás Cansino, hermano de su amante, con ocho puñaladas, tras una discusión con su esposa. Como resultado, fue condenado a 8 años de cárcel, pero tras una apelación, la condena se redujo a 5 años de destierro en Loja, donde impartió clases de pintura y trabajó en obras para iglesias y conventos.
En 1838, pintó una serie de cuadros titulada Vida de la Virgen para los Padres Agustinos.
Antonio Salas estableció su propio taller donde colaboraron 16 de sus 20 hijos. Durante su estancia en Quito, el artista francés Ernest Charton lo visitó y lo describió como "El Jefe de la casa, anciano de pequeña estatura, cuyos rasgos energéticos y expresivos denunciaban un espíritu poco ordinario a su edad, me recibió con la más franca cordialidad."
Falleció en edad avanzada el 6 de mayo de 1860.

## Obra

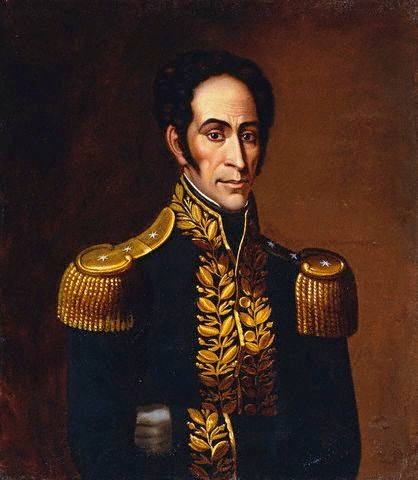
Retrato de Simón Bolívar.

### Listado de obras
Tuvo dos tendencias iconográficas. La primera fue la pintura religiosa y la segunda fue una tendencia a retratar a los héroes de las guerras de independencia. Algunas de sus obras más destacadas son: 
- Autorretrato, (Filoteo Samaniego de Quito).
- Capitulación de Quito.
- Cielo raso de la casa de Joaquín Gutiérrez, (desaparecido).
- Indio Yumbo, (colección privada).
- La visión de San Felipe Neri, (Valery Taylos Gallery de Nueva York).
- Manuela Sáenz de Thorne.
- Manuela Sáenz y Ayzpuru.
- Retrato del arzobispo Garaycoa, (Sala Capitular de la Catedral de Quito).
- Retrato del Libertador, (Museo Bolivariano de Caracas).
- Retrato de María de la Vega y Nates con su hija Carmen, (Colección Bonifaz Izquierdo de Quito).
- Retrato del padre José de Elorza, (colección privada).
- Retrato de William Jameson, (colección privada).
- Santa Ana y la Virgen niña, (Convento de San Agustín de Quito).
- Santa Rosa de Lima, (Nahím Isaías de Guayaquil).
- Serie "Vida de la Virgen", (Convento de San Agustín de Quito).

### Galería
Sus obras religiosas abarcan retratos y escenas bíblicas:
|                                          |
| Coronación de Nuestra Señora del Carmen. |

|                                                  |
| La visión de San Felipe Neri, óleo sobre lienzo. |

|                                         |
| La Virgen y el Niño, óleo sobre lienzo. |

|                                                            |
| Tras la Flagelación de Cristo, óleo sobre lienzo y madera. |

|                      |
| "Santa Rosa de Lima" |

Su obra política retrata a personajes importantes de la independencia de Ecuador, así como a hechos históricos:
|                 |
| "Manuela Sáenz" |

|                         |
| "Capitulación de Quito" |

|                   |
| "Isidoro Barriga" |

|                        |
| "Padre José de Elorza" |

|                      |
| "General José Mires" |

## Legado, fortuna y familia
Fue probablemente el artista más importante del siglo XIX. Supo adaptarse a tiempos muy cambiantes y lograr éxito como pintor viviendo de sus cuadros durante lo que fue el periodo de mayor inestabilidad en la historia de Ecuador. Para el historiador José María Vargas, existen dos tendencias claras una colonial religiosa y otra republicana iconográfica, lo que le permitió ser el portavoz del júbilo histórico de su tiempo.

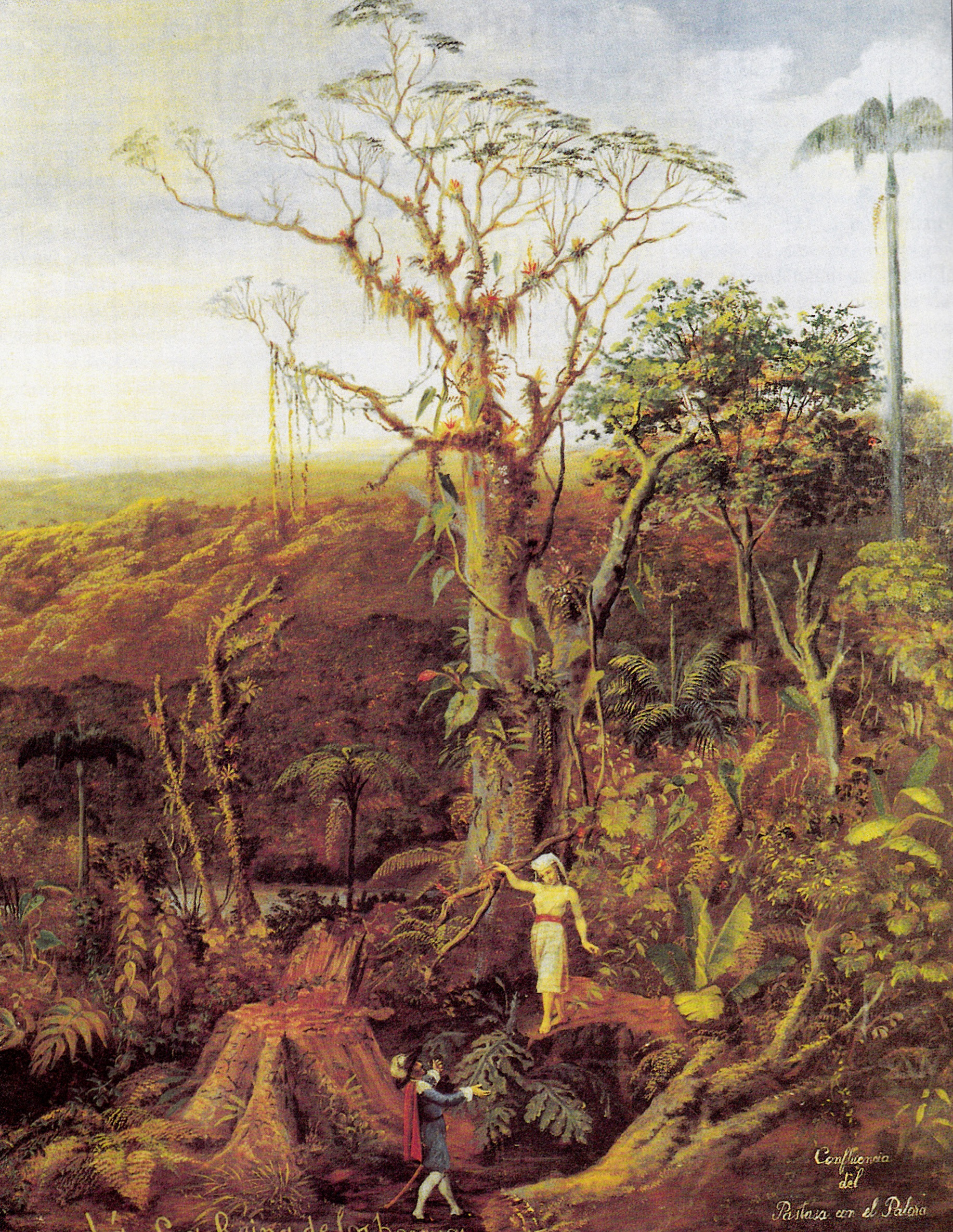
"Cumandá, la Reina de los bosques", por Rafael Salas, su hijo. Inspirado en la novela de Juan León Mera.

Su trabajo lo realizó principalmente con óleo y acuarela, con pincel y lápiz. Sus obras fueron muy cotizadas y logró vivir con relativo lujo. Su personalidad enérgica y dinámica lo relacionó con personas importantes de ese tiempo, lo que lo complementó con una enorme familia que fue su mayor legado artístico:

### Hijos
- Ramón Salas Paredes, pintor costumbrista.
- Camilo Salas Paredes, reconocido profesor de Dibujo durante todo el siglo XIX.
- Alejandro Salas Paredes, quien fuera padre de Carlos, Manuel y José Salas, también pintores.
- Rafael Salas Estrada, uno de sus descendientes más destacados. Ganaría una beca en Europa impulsado por los presidentes Urbina y García Moreno, en Francia e Italia. Sería uno de los Directores y Profesores de la Escuela de Bellas Artes más icónicos de Ecuador y fundaría además la Escuela de Pintura.
- Brígida Salas Estrada, pintora cuya obra se encuentra en la Capilla de la tercera Orden de Santo Domingo donde era miembro.
- Josefa Salas Estrada quien se casaría con el pintor Luis Salguero y serían padres del también famoso pintor Antonio Salguero Salas.

### Nietos
- Rafael Salas Alzamora, músico, pintor y artesano.
- Camilo Salas Estrada y Alejandro Salas Estrada, que sería hijos de Ramón Salas Paredes, y fundarían un taller de Pintura.
- Antonio Salguero Salas en 1896 organizó un taller de Pintura en Quito, y catedrático de la Academia de Bellas Artes.

- Bisnietos
- Marcos Salas Yépes, hijo de Rafael Salas Alzamora. Retratista y pintor impresionista.
- Oswaldo Rivadeneira Salas, quien fuera profesor de arte y se enfocaría en el grabado calcográfico.